# Adrien Lachenal

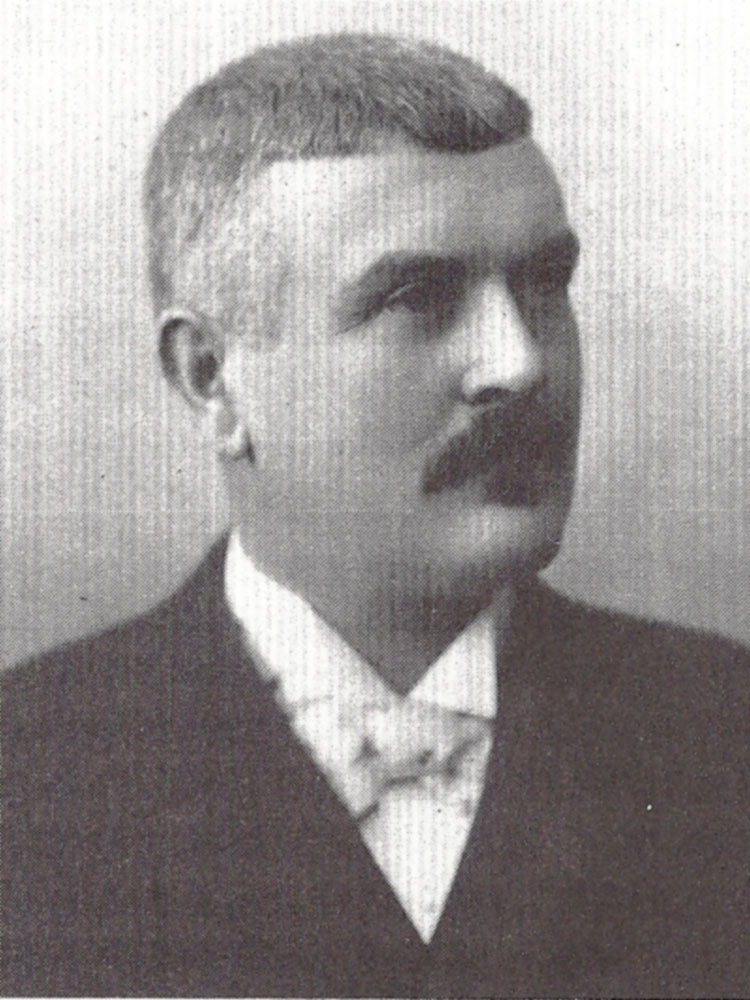
Adrien Lachenal

Adrien Lachenal (* 19. Mai 1849 in Genf; † 29. Juni 1918 in Versoix, heimatberechtigt in Plan-les-Ouates) war ein Schweizer Rechtsanwalt und Politiker (FDP). Von 1880 bis 1892 gehörte er dem Parlament des Kantons Genf an, von 1881 bis 1884 dem Ständerat. Anschliessend war er Nationalrat und zweimal Nationalratspräsident. Im Dezember 1892 wurde er in den Bundesrat gewählt, dem er bis 1899 angehörte. 1896 war er Bundespräsident. Nach seinem Rücktritt aus der Landesregierung blieb er noch fast zwei Jahrzehnte lang politisch aktiv.

## Biografie

### Beruf und Kantonspolitik
Lachenal war der Sohn des Gerichtsdieners Jacques Lachenal und von Marie-Thérèse Jacquier. Nach der Matura studierte er Rechtswissenschaft an den Universitäten Genf, Paris und Heidelberg. Er war Mitglied der akademischen Gesellschaft Belles-Lettres und schloss 1872 mit dem Lizenziat ab, im selben Jahr erlangte er das Genfer Anwaltspatent. 1874 wurde er als stellvertretender Staatsanwalt angestellt. Diese Tätigkeit übte er vier Jahre lang aus und eröffnete daraufhin seine eigene Anwaltskanzlei. 1878 heiratete er Anne Louise Eggly, mit der er vier Kinder hatte. Einer seiner Söhne trug denselben Namen. Adrien Lachenal jr. (1889–1962) war u. a. Präsident der Internationalen Vereinigung für gesetzlichen Arbeiterschutz. Seine Tochter Jeanne war mit dem späteren Botschafter in den USA, Marc Peter, verheiratet.
Vor Gericht fiel Lachenal als hervorragender Redner und Strafverteidiger auf, durch Verteidigungsmandate in Aufsehen erregenden Prozessen erlangte er Bekanntheit. Von 1885 bis 1892 war er Ersatzrichter am Genfer Kantonsgericht. Lachenal wurde in die Freimaurerloge «Fidélité et Prudence» aufgenommen, deren Meister er von 1890 bis 1893 sowie im Jahr 1900 war. Seine militärische Karriere führte ihn bis in den Rang eines Oberstleutnants. Darüber hinaus war er Vorsitzender des Militärkassationsgerichts und Mitglied der Freimaurerloge «Fidélité et Prudence», der er vorübergehend vorstand. Obschon er katholisch war, engagierte sich Lachenal im Kulturkampf auf Seiten der Radikalen. Von Antoine Carteret gefördert, schaffte er 1880 die Wahl in den Grossen Rat, dem er bis 1892 angehörte. Bald zählte er zu den einflussreichsten Politikern der radikalen Fraktion. Mit der Zeit schwenkte er zu einer Politik der Versöhnung über. Sein Engagement in der Sozialpolitik führte schliesslich zur Bildung einer Allianz mit den Sozialisten.

### Bundespolitik
1881 wählte der Grosse Rat Lachenal, als Nachfolger von Moïse Vautier, in den Ständerat. Dort äusserte er sich insbesondere zu Themen in den Bereichen Militär, Zoll und Finanzen. Nach den Parlamentswahlen 1884 wechselte er in den Nationalrat, in den Jahren 1885 und 1891 amtierte er als Nationalratspräsident. Er befasste sich hauptsächlich mit dem Markenschutz, der Erweiterung des Haftpflichtrechts sowie mit dem Schuldbetreibungs- und Konkursrecht.
Nachdem Numa Droz seinen Rücktritt auf Ende 1892 bekanntgegeben hatte, begann die Suche nach einem geeigneten Nachfolger. Dieser sollte insbesondere die angespannten schweizerisch-französischen Handelsbeziehungen wieder ins Lot bringen und einen Zollkonflikt vermeiden. Zunächst stand der Neuenburger Robert Comtesse im Fokus, dann jedoch schien angesichts der schlechter werdenden Beziehungen zu Frankreich ein Genfer Kandidat geeigneter zu sein. Das liberale Zentrum wollte Gustave Ador vorschlagen, doch dieser lehnte eine Kandidatur ab. Damit war der Weg frei für Lachenal. Am 15. Dezember 1892 setzte er sich bereits im ersten Wahlgang mit 139 von 169 gültigen Stimmen durch; auf Comtesse entfielen 22 Stimmen, auf weitere Personen acht Stimmen. Zwei Wochen nach der Wahl brach die Schweiz ihre Handelsbeziehungen zu Frankreich ab.

### Bundesrat
Am 1. Januar 1893 übernahm Lachenal das Politische Departement. Wie sein Vorgänger Droz durchbrach auch er das damals sonst übliche Rotationsprinzip, wonach der Aussenminister jährlich wechselte. Lachenals dringlichste Aufgabe war die Normalisierung der Wirtschaftsbeziehungen zu Frankreich. Es gelang ihm nach einigen Monaten, die vorher üblichen Zolltarife zumindest für die Freizone um Genf wiederzuerlangen. Dank dem Einfluss der am Freihandel interessierten französisch-schweizerischen Handelskammer Union franco-suisse gelang es ihm schliesslich im Sommer 1895, eine dauerhafte Lösung zu erzielen und den von Frankreich angezettelten Handelskrieg zu beenden. Darüber hinaus nahm die Schweiz offizielle diplomatische und wirtschaftliche Beziehungen zu Bulgarien, Japan, Norwegen, Rumänien, Spanien und Tunesien auf. 1896 war Lachenal Bundespräsident und eröffnete in dieser Funktion die Landesausstellung in Genf. Im selben Jahr stellte er sich als letzter Bundesrat einer Komplimentswahl.
Wegen der Wiedereinführung des Rotationsprinzips gab Lachenal 1897 sein Amt als Aussenminister ab und wechselte ins Handels-, Industrie- und Landwirtschaftsdepartement. Neben dem Aufbau weiterer Handelsbeziehungen war er unter anderem mit der Organisation der Schweizer Präsenz an der Weltausstellung 1900 in Paris beschäftigt. Ab 1898 stand er dem Departement des Innern vor. Er erarbeitete Gesetzesvorlagen zur Kranken- und Unfallversicherung, ausserdem setzte er sich für die Vereinheitlichung des Zivil- und Strafrechts sowie für den Rückkauf der Eisenbahnen ein. Im Bundesrat war er zunehmend marginalisiert, zumal er krankheitsbedingt häufig abwesend war. Am 13. Dezember 1899 gab er seinen Rücktritt per Ende Jahr bekannt und machte dafür gesundheitliche Gründe geltend.

### Weitere Tätigkeiten

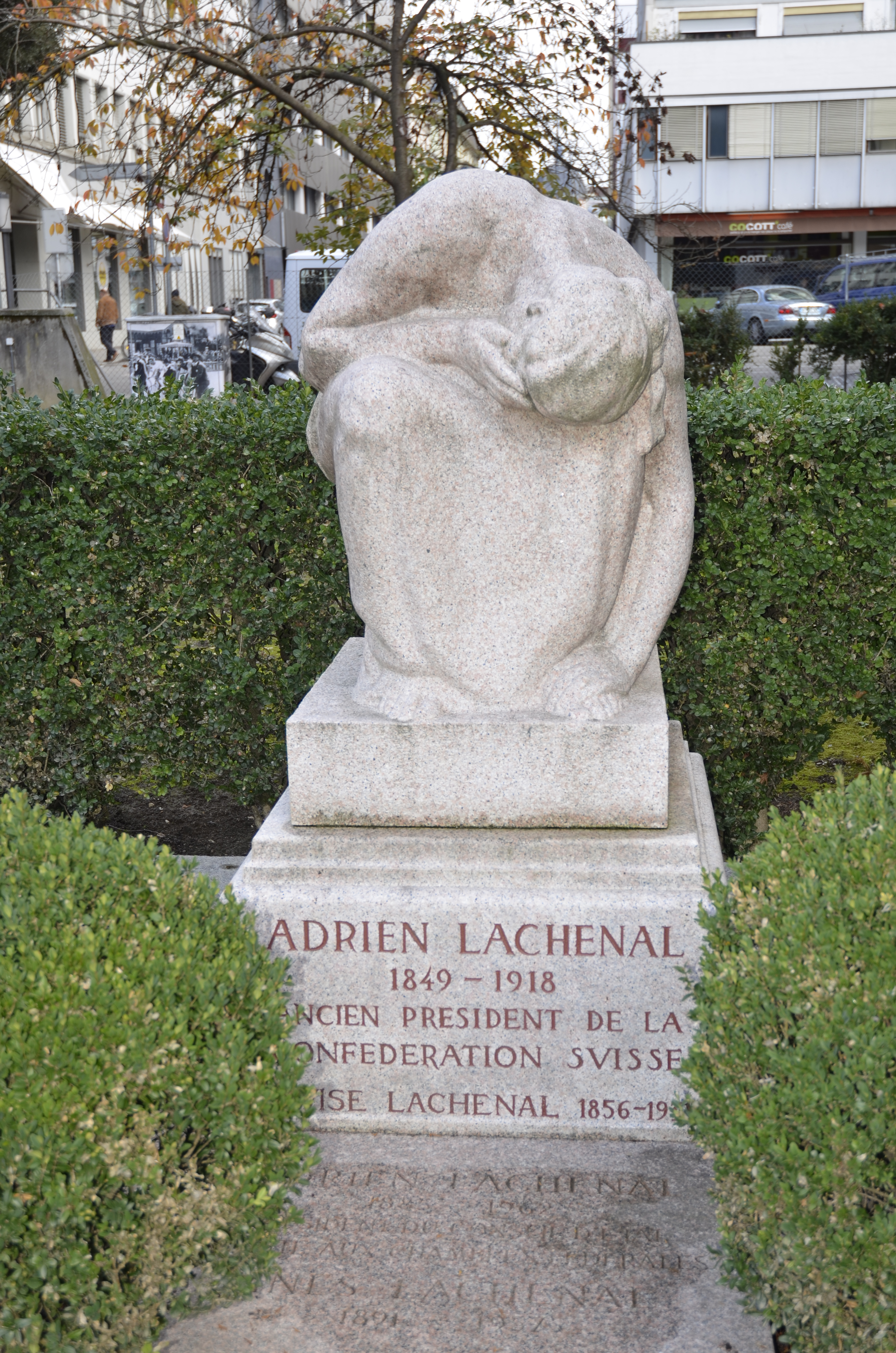
Grab von Adrien Lachenal in Genf

Lachenal wurde im Oktober 1899 wieder in den Ständerat gewählt und gehörte diesem bis zu seinem Tod an. Er setzte sich weiterhin für Verbesserungen in der Handels- und Zollgesetzgebung ein. Von 1900 bis 1912 war er ein zweites Mal im Genfer Grossen Rat vertreten. Dabei nahm er eine Vermittlerrolle zwischen Freisinnigen und Konservativen einerseits sowie zwischen Katholiken und Protestanten andererseits ein. Er initiierte das 1907 in Kraft getretene Gesetz über die Trennung von Kirche und Staat. Ausserdem gehörte er dem Verwaltungsrat der Schweizerischen Bundesbahnen und der Kommission des Schweizerischen Landesmuseums an.
Sein Grab mit einer Skulptur des Bildhauers Carl Albert Angst befindet sich auf dem Cimetière des Rois in Genf.